# Muckenseebach
Der Muckenseebach ist ein etwa anderthalb Kilometer langer Hangbach der Rems, der in Lorch im Ostalbkreis im östlichen Baden-Württemberg von links und Süden in die mittlere Rems mündet.

## Geographie

### Verlauf
Der Muckenseebach entspringt in mehreren Quellästen im oberen Saum des Ziegelwalds nördlich-unterhalb des Weilers Oberkirneck von Lorch an der linken Remstal-Randhöhe. Er fließt zunächst in nordöstlicher Richtung durch den genannten Hangwald, vor dem unteren Waldrand dann rechts am etwas über 0,2 ha großen Muckensee vorbei. Danach tritt er in eine Verdolung ein, in der er auf Nordkurs die vierspurige Bundesstraße 29 unterquert und unter dem Bundesstraßenzubringer durchs bebaute Gebiet von Lorch bis zur Flussbrücke läuft  und an dieser schließlich von links nach 1,6 km in die mittlere Rems mündet.

### Einzugsgebiet
Der Muckenseebach hat ein Einzugsgebiet von etwa 1,3 km², das naturräumlich gesehen mit den obersten Anteilen zum Unterraum Rehgebirgsvorland des Vorlandes der östlichen Schwäbischen Alb, mit den mittleren und unteren einschließlich des gesamten Gewässerlaufs zum Unterraum Oberes Remstal des Schurwaldes und Welzheimer Waldes gehört.
Abgesehen von einem kleinen Mündungskeil in der flachen Aue des Remstals nimmt es dessen linken Hang bis hinauf zum oberen Hangknick bei Oberkirneck ein. Es grenzt im Osten und Südosten an das Einzugsgebiet des Beutenbachs, der etwas oberhalb in den Neckarzufluss Rems mündet. Jenseits der Wasserscheide im Südwesten entspringt der Marbach, der über die Fils ebenfalls in den Neckar entwässert. Im Nordwesten konkurriert der dem Mückenseebach nach Charakter recht ähnliche, aber etwas kleinere Steindobelbach wiederum zur Rems. 
Der höchste Punkt liegt an der südlichen Wasserscheide auf etwa 451 m ü. NHN etwas südlich von Oberkirneck. Im Bereich der ganzen linken Randebene des Remstals läuft sie über teils nur flache Aufwölbungen auf allermeist über 445 m ü. NHN. Die Mündung auf der flachen Remstalsohle liegt unter 285 m ü. NHN. Mehr als die Hälfte des Einzugsgebiets sind waldbestandener Hang, über diesem liegt in Kammnähe der Weiler Oberkirneck in offener, meist beackerter Flur fast ganz im Einzugsgebiet. Neben dem Muckensee steht ein kleiner Wohnplatz von Lorch gleichen Namens im Muldenauslauf ins Remstal, in dem der kleine Mündungskeil des Bacheinzugsgebietes ganz in der Lorcher Siedlungszone liegt.

### LUBW
Amtliche Online-Gewässerkarte mit passendem Ausschnitt und den hier benutzten Layern: Lauf und Einzugsgebiet des Muckenseebachs

Allgemeiner Einstieg ohne Voreinstellungen und Layer: Daten- und Kartendienst der Landesanstalt für Umwelt Baden-Württemberg (LUBW) (Hinweise)
1. 1 2  Höhe nach dem Höhenlinienbild auf dem Hintergrundlayer Topographische Karte.
2. ↑  Länge nach dem Layer Gewässernetz (AWGN).
3. ↑  Einzugsgebiet abgemessen auf dem Hintergrundlayer Topographische Karte.
4. ↑  Seefläche nach dem Layer Stehende Gewässer.

### Andere Belege
1. ↑  Hansjörg Dongus: Geographische Landesaufnahme: Die naturräumlichen Einheiten auf Blatt 171 Göppingen. Bundesanstalt für Landeskunde, Bad Godesberg 1961. → Online-Karte (PDF; 4,3 MB)